# Erich Frommhagen
Erich Frommhagen (* 27. Februar 1912 in Salzwedel; † 17. März 1945 im Raum Stuhlweißenburg, Ungarn) war ein deutscher SS-Hauptsturmführer und Adjutant des Lagerkommandanten im KZ Auschwitz und im KZ Neuengamme.

## Leben
Frommhagen trat nach der Machtübergabe an die Nationalsozialisten im Mai 1933 der SS (SS-Nummer 73.754) und zum 1. Mai 1937 der NSDAP bei (Mitgliedsnummer 4.330.301).
Nach Beginn des Zweiten Weltkrieges war er Kompanieführer bei dem SS-Totenkopf-Infanterie-Regiment 3. Mitte September 1940 wurde er zum Dienst in das KZ Auschwitz kommandiert, wo er als Nachfolger Josef Kramers vom 1. November 1940 bis zum 1. November 1941 Adjutant des Lagerkommandanten Rudolf Höß war. Anschließend war er Adjutant des Lagerkommandanten im KZ Neuengamme.
Bei Kriegsende starb er während Kampfhandlungen in Ungarn.